# Johann Gerhard Christian Thomas

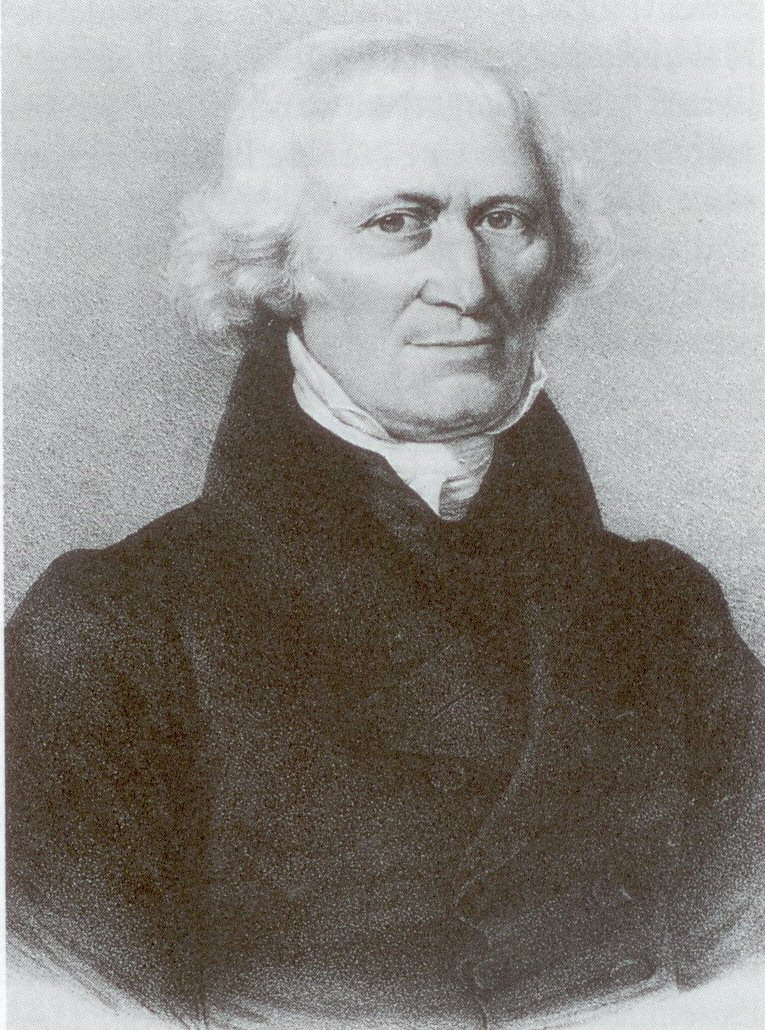
Gerhard Thomas

Johann Gerhard Christian Thomas (* 5. Februar 1785 in Frankfurt am Main; † 1. November 1838 ebenda) war ein deutscher Politiker und Rechtshistoriker.

## Leben und Werk
Gerhard Thomas wurde in Sachsenhausen als Sohn eines Kaufmanns geboren. Er besuchte von 1794 bis 1798 das Frankfurter Gymnasium, anschließend bis 1802 die Augustinerschule in Friedberg und studierte 1802 bis 1805 Rechtswissenschaften in Gießen, von 1805 bis 1807 in Würzburg. Nach dem Examen ließ er sich als Rechtsanwalt in seiner Geburtsstadt nieder.
1809 ernannte ihn Carl Theodor von Dalberg zum Archivar und übertrug ihm Aufgaben in der Finanzverwaltung des Großherzogtums Frankfurt. Nach der Wiederherstellung der Freien Stadt Frankfurt wurde Thomas 1816 Senator und Vorstand des Polizeiamtes, 1818 bis 1831 Mitglied der Gesetzgebenden Versammlung, von 1821 bis 1826 Stadtgerichtsrat, 1833 bis 1836 Syndikus, 1834 Appellationsgerichtsrat und Mitglied der Archiv- und Bibliotheksinspektion.
1824 und 1829 wurde Thomas durch Kugelung zum Jüngeren Bürgermeister gewählt, 1832, 1835 und 1838 zum Älteren Bürgermeister. Während seiner letzten Amtszeit verstarb er an den Folgen eines plötzlichen Schlaganfalls.
Zu seinen Aufgaben gehörte 1833 das Ermittlungsverfahren zum Frankfurter Wachensturm. 1828 vertrat er die Interessen der Stadt bei den Verhandlungen zum Mitteldeutschen Handelsverein, 1836 beim Beitritt zum Deutschen Zollverein. 1833 bis 1837 war er Bundestagsgesandter der Freien Stadt Frankfurt, eine Aufgabe, die in der schwierigen Zeit nach dem Wachensturm großes diplomatisches Geschick erforderte.
Thomas war befreundet mit Johann Karl von Fichard, Jakob und Wilhelm Grimm, den Brüdern Boisserée und mit der Familie Brentano. 1829 gründete er mit dem Historiker Johann Friedrich Böhmer und dem Kunsthistoriker Johann David Passavant den Frankfurter Kunstverein.
Thomas war seit 1819 mit Rosette Städel (1782–1845) verheiratet, einer Tochter des Frankfurter Bankiers Johann Jakob Willemer, mit der er vier Kinder hatte. Sein Onkel war der langjährige Frankfurter Staatsmann Georg Steitz.

## Publikationen
- Taulers Mystik (1826)
- Über das älteste Frankfurter Stadtrecht und wetterauische Weisthümer (in Johann Karl von Fichards Wetteravia, 1826)
- Abhandlung über die Entstehung des Strafrechtes in Deutschland (1831)
- Frankfurter Annalen von 793 bis 1300 (in: Archiv für Frankfurts Geschichte und Kunst Band 2, 1838)
- Der Oberhof zu Frankfurt am Main und das Fränkische Recht in bezug auf denselben (1841)